# فریدا پینتو
فریدا پینتو (به انگلیسی: Freida Pinto) (زاده ۱۸ اکتبر ۱۹۸۴) بازیگر هندی است که بیشتر او را در فیلم‌های آمریکایی و بریتانیایی نمایش داده‌اند. او در بمبئی زاده شد و وقتی به سن جوانی رسید تصمیم گرفت بازیگر شود. وقتیکه در دانشکده سنت خاویر (Xavier's) در بمبئی تحصیل می‌کرد به صورت آماتوری به نمایش می‌پرداخت. پس از فارغ‌التحصیلی اول مانکن و سپس مجری تلویزیون شد.
از فیلم‌های معروف او می‌توان به فیلم میلیونر زاغه‌نشین و ظهور سیاره میمون‌ها اشاره کرد.

## فیلمشناسی

### سینما
| سال  | عنوان                                           | نقش           | کارگردان            | یادداشت               |
| ---- | ----------------------------------------------- | ------------- | ------------------- | --------------------- |
| ۲۰۰۸ | میلیونر زاغه‌نشین                                | لاتیکا        | دنی بویل            |                       |
| ۲۰۱۰ | تو یک غریبه بلند قد سیاهپوش را ملاقات خواهی کرد | دیا           | وودی آلن            |                       |
| ۲۰۱۰ | میرال                                           | میرال         | جولیان اشنابل       |                       |
| ۲۰۱۱ | ظهور سیاره میمون‌ها                              | کارولین آرانا | روپرت وایت          |                       |
| ۲۰۱۱ | تریشنا                                          | تریشنا        | مایکل وینترباتم     |                       |
| ۲۰۱۱ | طلای سیاه                                       | پرنسس لیلا    | ژان-ژاک آنو         |                       |
| ۲۰۱۱ | فناناپذیران                                     | فدرا          | تارسم سینگ          |                       |
| ۲۰۱۳ | خیزش دختر                                       | راوی          | ریچارد ای. رابین    | مستند                 |
| ۲۰۱۴ | رقصنده صحرا                                     | الهه          | ریچارد ریموند       |                       |
| ۲۰۱۵ | شوالیه جام‌ها                                    | هلن           | ترنس مالک           |                       |
| ۲۰۱۵ | وحدت                                            | راوی          | شان مونسون          | مستند                 |
| ۲۰۱۵ | ضربه بلانت فورس                                 | کلت           | کن شنزل             |                       |
| ۲۰۱۵ | رمزگشایی شوالیه سیاه                            | اهنا          | جبار ریسانی         | فیلم کوتاه            |
| ۲۰۱۶ | دو چارجی دو                                     | لیلا پاتل     | دانیل مالاکای کابرا | فیلم کوتاه            |
| ۲۰۱۶ | گذشته به جلو                                    | زن ۲          | دیوید او. راسل      | فیلم کوتاه            |
| ۲۰۱۷ | یاماسونگ:مارچ تو خالی                           | گیتا          | سام کوجی هاله       | صداگذاری فیلم انیمیشن |
| ۲۰۱۸ | عشق سونیا                                       | راشمی         | تبریز نورانی        | [ ۳ ] [ ۴ ]           |
| ۲۰۱۸ | موگلی:افسانه جنگل                               | مسوا          | اندی سرکیس          | [ ۵ ]                 |
| ۲۰۱۹ | تنها                                            | اوا           | تاکاسچی دوچر        |                       |
| ۲۰۲۰ | عشق تکرار عروسی                                 | آماندا        | دین کریگ            |                       |
| TBA  | سوزنی در انبار زمان                             |               | جان ریدلی           | پس تولید              |
| TBA  | مرثیه هیل بیلی                                  | اوشا وانس     | ران هاوارد          | پس تولید              |

### موزیک ویدئو
| سال  | ترانه   | خواننده    | آلبوم              |
| ---- | ------- | ---------- | ------------------ |
| ۲۰۱۳ | "گوریل" | برونو مارس | Unorthodox Jukebox |

### تلویزیون
| سال  | نمایش                   | نقش        | کانال                   | یادداشت               |
| ---- | ----------------------- | ---------- | ----------------------- | --------------------- |
| ۲۰۰۶ | چرخه کامل               | میزبان     | تلویزیون زی             | نمایش گفتگو           |
| ۲۰۱۴ | قهوه با کاران           | خودش       | استار وورلد             | مهمان                 |
| ۲۰۱۵ | پروژه میندی             | خودش       | هولو                    | ستاره مهمان           |
| ۲۰۱۵ | هند: سرزمین عجایب طبیعت | خودش       | بی‌بی‌سی دو               | مستند طبیعت           |
| ۲۰۱۷ | چریک                    | جس میترا   | شوتایم / اسکای آتلانتیک | نقش رهبری; مینی سریال |
| ۲۰۱۸ | مسیر                    | ویرا       | هولو                    |                       |
| ۲۰۲۰ | میرا ، کارآگاه سلطنتی   | ملکه شانتی | شبکه دیزنی              | صداگذاری نقش اصلی     |

| Upcoming series | بیانگر فیلمهای آینده هست |